# TOHOSHINKI LIVE TOUR 2023 ~CLASSYC~
《TOHOSHINKI LIVE TOUR 2023 ~CLASSYC~》은 그룹 동방신기의 아레나 위주로 치러진 12번째 일본 전국 콘서트 투어이다.

## 개요
2022년 9월 30일, 동방신기 일본 공식 사이트는 일본 8개 도시, 16회로 확정된 일본 아레나 투어 일정을 공개했다. 뒤이어 공식 홈페이지를 통해 팬클럽 선행 예매와 일반 예매가 진행되었으며 12월 4일, 이와 같은 타이틀로 결정되었다.
뒤이어 2023년 1월 16일, 공식 사이트를 통해 쿄세라 돔 오사카와 도쿄 돔에서의 각각 2일간의 추가공연 개최를 선언하였으며 동방신기는 이 투어를 통해 30만명의 누적 관객을 기록함은 물론 해외 아티스트로서 2009년부터 30회에 걸쳐 도쿄 돔 무대에 오르는 기록을 달성하였다.

## 투어 일정
| 일정            | 도시     | 장소                                   | 관객 수       |
| --------------- | -------- | -------------------------------------- | ------------- |
| 2023년 2월 11일 | 나고야시 | 니혼 가이시 홀                         | 통산 22,000명 |
| 2023년 2월 12일 | 나고야시 | 니혼 가이시 홀                         | 통산 22,000명 |
| 2023년 2월 23일 | 히로시마 | 그린 아레나                            | 통산 18,000명 |
| 2023년 2월 24일 | 히로시마 | 그린 아레나                            | 통산 18,000명 |
| 2023년 3월 4일  | 후쿠오카 | 마린 멧세 후쿠오카 A관                 | 통산 20,000명 |
| 2023년 3월 5일  | 후쿠오카 | 마린 멧세 후쿠오카 A관                 | 통산 20,000명 |
| 2023년 3월 11일 | 후쿠이   | 후쿠이 선 돔                           | 통산 16,000명 |
| 2023년 3월 12일 | 후쿠이   | 후쿠이 선 돔                           | 통산 16,000명 |
| 2023년 4월 1일  | 미야기   | 세키스이 하임 슈퍼 아레나              | 통산 14,000명 |
| 2023년 4월 2일  | 미야기   | 세키스이 하임 슈퍼 아레나              | 통산 14,000명 |
| 2023년 4월 8일  | 사이타마 | 사이타마 슈퍼 아레나                   | 통산 30,000명 |
| 2023년 4월 9일  | 사이타마 | 사이타마 슈퍼 아레나                   | 통산 30,000명 |
| 2023년 4월 22일 | 삿포로   | 마코마나이 세키스이 하임 아이스 아레나 | 통산 14,000명 |
| 2023년 4월 23일 | 삿포로   | 마코마나이 세키스이 하임 아이스 아레나 | 통산 14,000명 |
| 2023년 4월 29일 | 니가타   | 토키 멧세 니가타 컨벤션 센터           | 통산 16,000명 |
| 2023년 4월 30일 | 니가타   | 토키 멧세 니가타 컨벤션 센터           | 통산 16,000명 |
| 2023년 6월 17일 | 오사카   | 쿄세라 돔 오사카                       | 통산 60,000명 |
| 2023년 6월 18일 | 오사카   | 쿄세라 돔 오사카                       | 통산 60,000명 |
| 2023년 6월 24일 | 도쿄     | 도쿄 돔                                | 통산 90,000명 |
| 2023년 6월 25일 | 도쿄     | 도쿄 돔                                | 통산 90,000명 |

## 세트 리스트
- Opening VCR -
- MAHOROBA
- Sweat
- Special One (Mid-Term Ment)
- The Reflex
- 信じるまま (믿는 대로)
- I Think U Know

- VCR #2 -
- Believe In U_ Two Of Us Ver.
- Storm Chaser
- Like Snow-White

- VCR #3 -
- Thank U (JP/유노윤호 Solo)

- VCR #4 -
- Fever (JP/최강창민 Solo)

- Dancer Introduction-
- Rat Tat Tat

- Ment -
- Good Days
- STILL

- Band Introduction-
- Epitaph -For The Future-
- PARALLEL PARALLEL
- No Sympathy
- Bolero

- VCR #5 -
- Rising Sun

- Encore VCR -
- CLAP!

- Ment -
- UTSUROI
- High Time
- ウィーアー！ (We Are!)
- Somebody To Love
- With Love

- Ending -

- Opening VCR -
- MAHOROBA
- Sweat
- Special One (Mid-Term Ment)
- The Reflex
- 信じるまま (믿는 대로)
- I Think U Know

- VCR #2 -
- Believe In U_ Two Of Us Ver.
- Storm Chaser
- Like Snow-White

- VCR #3 -
- Thank U (JP/유노윤호 Solo)

- VCR #4 -
- Fever (JP/최강창민 Solo)

- Dancer Introduction -
- High Time
- Rat Tat Tat
- Hot Hot Hot
- Lime & Lemon

- Ment -
- Good Days
- STILL

- Band Introduction -
- Epitaph -For The Future-
- PARALLEL PARALLEL
- No Sympathy
- Bolero

- VCR #5 -
- Rising Sun

- Encore VCR -
- CLAP!

- Ment -
- OCEAN
- ウィーアー！ (We Are!)
- Summer Dream
- Somebody To Love
- With Love

- Ending -

## 특이사항 및 에피소드
- 나고야 2일차인 2월 12일에는 동방신기 멤버들의 이른바 중간생일을 기념하는 깜짝 생일 파티를 앙코르 멘트 중에 열기도 했다. 또한 당일 공연 실황은 WOWOW를 통해 선공개되었으며, 이후 DVD, Blu-ray 구입자 한정 시리얼 특전 영상으로서 수록되었다.
- 니가타 1일차인 4월 29일에는 동방신기의 일본 데뷔 18주년을 기념하는 깜짝 생일 파티를 앙코르 멘트 중에 열었다.
- 투어에서 최초 공개된 유노윤호와 최강창민의 솔로곡인 〈Thank U〉와 〈Fever〉의 일본어 버전이 돔 투어를 앞두고 6월 3일과, 4일 순차적으로 발매되었다.
- 2023년 6월 4일, 에이벡스는 동방신기 일본 공식 홈페이지를 통해 유노윤호가 스케줄 소화 중 다리부상을 입어 치료를 받고 있으며 투어는 예정대로 진행하지만 연출은 일부 변경될 것이라고 밝혔다.[10]
- 공연 실황 DVD 촬영은 도쿄 돔 1일 차인 2023년 6월 24일에 진행되었으며, 이와 별도로 2일 차이자 투어의 최종일인 2023년 6월 25일 공연 실황이 WOWOW 프라임 채널을 통해 생중계되었다.

## 제작
- 동방신기 (유노윤호, 최강창민)
- 기획·제작 : 에이벡스 엔터테인먼트, SM 엔터테인먼트 재팬
- 협찬 : WOWOW, 米肌, LAWSON, HYALmoist, 닛신식품
- 총감독 : SAM